# جرالدین چاپلین
جرالدین چاپلین (به انگلیسی: Geraldine Leigh Chaplin) (زاده ۳۱ ژوئیه ۱۹۴۴) هنرپیشه بریتانیایی زاده آمریکا است.وی فرزند چارلی چاپلین است جرالدین دخترِ,چارلی چاپلین,اولین فرزند از هشت فرزند او با همسر چهارمش،اونا اونیلو بنابراین نوه نمایشنامه نویس یوجین اونیل,پس از شروع رقص.پس از شروع در رقص و مدلینگ،

## جوایز و افتخارات
- نامزد جایزه بفتای بهترین بازیگر نقش مکمل زن (۱۹۷۶)
- نامزد جایزه گلدن گلوب بهترین بازیگر نقش مکمل زن (۱۹۹۲)

## زندگی خصوصی
وی در سال ۱۹۶۷ با کارلوس سائورا کارگردان اسپانیایی ازدواج نمود و در سال ۱۹۷۹ از وی جدا شد. حاصل این ازدواج یک پسر به نام «شین» (زاده ۱۹۷۴) است.
جرالدین در سال ۲۰۰۶ با پاتریسیو کاستیا ازدواج نمود. جرالدین و پاتریسیو یک دختر به نام اونا دارند.

## گزیدهٔ نقش‌آفرینی‌ها
- دکتر ژیواگو (۱۹۶۵)
- کنتسی از هنگ کنگ (۱۹۶۷)
- کازینو رویال (۱۹۶۷)
- باغ لذت‌ها (۱۹۷۰)
- کارلوس (۱۹۷۱)
- سه تفنگدار (۱۹۷۳)
- چهار تفنگدار (۱۹۷۴)
- یک عروسی (۱۹۷۸)
- یکی و دیگری (۱۹۸۴)
- بلای سفید (۱۹۸۷)
- بازگشت سه تفنگدار (۱۹۸۹)
- کودکان (۱۹۹۰)
- چاپلین (۱۹۹۲)
- عصر معصومیت (۱۹۹۳)
- جین ایر (۱۹۹۶)
- ادیسه (۱۹۹۷)
- دخترعمو بت (۱۹۹۸)
- در آغاز (۲۰۰۰)
- با او حرف بزن (۲۰۰۲)
- پل سن لوئیس ری (۲۰۰۴)
- سرود کریسمس (۲۰۰۴)
- ملیسا پی. (۲۰۰۵)
- جعبه‌ها (۲۰۰۷)
- یتیم‌خانه (۲۰۰۷)
- با من از عشق بگو (۲۰۰۸)
- مرد گرگ‌نما (۲۰۱۰)
- آمریکانو (۲۰۱۱)
- راهب (۲۰۱۱)
- غیر ممکن (۲۰۱۲)
- هیولایی فرا می‌خواند (۲۰۱۶)
- جای اژدها (۲۰۱۱)
- سنکا (۲۰۲۳)
- تاج (۲۰۲۴-۲۰۱۶) در نقش والیس سیمپسون -فصل سوم-